# Juan Santisteban
Juan Santiesteban Troyano (Coria del Río, provincia de Sevilla, 8 de diciembre de 1936) es un exfutbolista español. Jugaba de centrocampista. Tiene una dilatada carrera como entrenador categorías inferiores, desde que se retiró, primero en el Real Madrid, y a partir de 1988 de la selección española de fútbol. Actualmente es el único jugador con vida en ganar la primera Copa de Europa.

## Trayectoria
- 1955-61  Real Madrid
- 1961-63  AC Venecia
- 1963-64  Real Madrid
- 1964-66  Real Betis Balompié
- 1966-68  Baltimore Bays

## Palmarés

### Campeonatos nacionales
| Título             | Club              | Año     |
| ------------------ | ----------------- | ------- |
| Campeonato de Liga | Real Madrid C. F. | 1956-57 |
| Campeonato de Liga | Real Madrid C. F. | 1957-58 |
| Campeonato de Liga | Real Madrid C. F. | 1960-61 |
| Campeonato de Liga | Real Madrid C. F. | 1963-64 |

### Campeonatos internacionales
| Título         | Equipo            | Año     |
| -------------- | ----------------- | ------- |
| Copa Latina    | Real Madrid C. F. | 1955    |
| Copa de Europa | Real Madrid C. F. | 1955-56 |
| Copa de Europa | Real Madrid C. F. | 1956-57 |
| Copa Latina    | Real Madrid C. F. | 1957    |
| Copa de Europa | Real Madrid C. F. | 1957-58 |
| Copa de Europa | Real Madrid C. F. | 1958-59 |
| Copa de Europa | Real Madrid C. F. | 1959-60 |

## Palmarés en categorías inferiores con España
- En veinte años ha estado en diecisiete finales y ha ganado doce títulos: cuatro europeos Sub-16, dos Sub-17, un Sub-19 y cinco Meridian Cup. No hay entrenador de equipo nacional que haya ganado más títulos UEFA en cualquier nivel que los siete logrados por Santisteban.[2]

## Internacionalidades
- 7 veces internacional con España.
- Debutó con la selección española en Madrid el 6 de noviembre de 1957 contra Turquía.